# Lei Chien-ying
Lei Chien-ying (chinesisch 雷千瑩, Pinyin Lei Qianying; * 17. April 1990 in Neu-Taipeh) ist eine taiwanische Bogenschützin.

## Karriere
Lei Chien-ying begann 2005 mit dem Bogenschießsport und gab 2008 ihr internationales Debüt. Es folgten Teilnahmen an der Sommer-Universiade 2009 in Belgrad und den Asienspielen 2010 in Guangzhou, bei denen Lei im Einzel keine vorderen Platzierungen erreichte. In der Mannschaftswertung verpasste sie bei den Asienspielen mit dem vierten Platz einen Medaillengewinn. Auch bei der Sommer-Universiade 2011 in Shenzhen kam sie, diesmal im Einzel, nicht über den vierten Platz hinaus. Mit der Mannschaft gelang ihr schließlich der erste internationale Medaillengewinn, als die taiwanische Mannschaft im Duell um Bronze mit 18 zu 15 gegen Japan gewann.
Ein Jahr darauf vertrat Lei Taiwan bei den Olympischen Spielen 2012 in London. Bei den olympischen Wettbewerben erzielte sie zunächst im Einzel in der Platzierungsrunde 638 Punkte. In der Ausscheidungsrunde gelang ihr ein 6:0-Auftaktsieg gegen die Türkin Begül Löklüoğlu, ehe sie im Anschluss mit 4:6 gegen die Dänin Carina Christiansen ausschied. Mit der Mannschaft erhielt sie zwar nach einem dritten Platz in der Platzierungsrunde ein Freilos für die erste Ausscheidungsrunde, unterlag im Viertelfinale aber sogleich der russischen Mannschaft nach 216:216-Unentschieden mit 26:28 im sogenannten Shoot-off.
2013 gewann Lei bei den Asienmeisterschaften in Taipeh mit der Mannschaft hinter Südkorea die Silbermedaille, während sie im Einzel nach einem Sieg gegen Jung Dasomi Asienmeisterin wurde. Nach mehreren Podiumsplatzierungen bei World-Cup-Veranstaltungen gehörte sie 2016 in Rio de Janeiro erneut zum taiwanischen Aufgebot bei den Olympischen Spielen. Nach 625 Punkten in der Platzierungsrunde gelang ihr im Einzel in der Ausscheidungsrunde ein 6:2-Auftaktsieg gegen die Spanierin Adriana Martín, ehe sie in der darauffolgenden zweiten Runde auf die topgesetzte Choi Mi-sun aus Südkorea traf und dieser mit 2:6 unterlag. Erfolgreicher verlief der Mannschaftswettkampf. Aufgrund des viertbesten Resultats in der Platzierungsrunde startete die taiwanische Mannschaft in der Ausscheidungsrunde wie schon 2012 direkt im Viertelfinale, in dem sie sich mit 5:4 im Shoot-off gegen Mexiko durchsetzte. Ebenfalls im Shoot-off folgte eine 4:5-Niederlage gegen die favorisierten Südkoreanerinnen, sodass Taiwan in der Begegnung um den dritten Platz antreten mussten. Dort bezwangen die Taiwanerinnen Italien mit 5:3, sodass Lei gemeinsam mit Tan Ya-ting und Lin Shih-chia die Bronzemedaille erhielt.
2017 vertrat Lei in Taipeh ein weiteres Mal Taiwan bei der Sommer-Universiade und erreichte mit der Mannschaft den zweiten Platz. Auch bei den Asienspielen 2018 in Jakarta war sie für Taiwan mit einer Podiumsplatzierung erfolgreich. Im Einzel verpasste sie als Viertplatzierte knapp einen Medaillengewinn, erreichte dafür aber mit der Mannschaft das Finale gegen Südkorea, das mit 3:5 verloren ging, sodass die taiwanische Mannschaft letztlich den zweiten Platz belegte. Ihren bis dato größten Erfolg erzielte Lei bei den Weltmeisterschaften 2019 in ’s-Hertogenbosch. Sie wurde im Einzel nach einem 6:5-Finalsieg im Shoot-off gegen Kang Chae-young aus Südkorea Weltmeisterin. Und auch in der Mannschaftskonkurrenz erreichte sie das Finale. Durch einen 6:2-Sieg gegen die südkoreanische Mannschaft wurde Lei zusammen mit Tan Ya-ting und Peng Chia-mao ebenfalls Weltmeisterin.